# جمهورية جورج جونيور (بنسلفانيا)

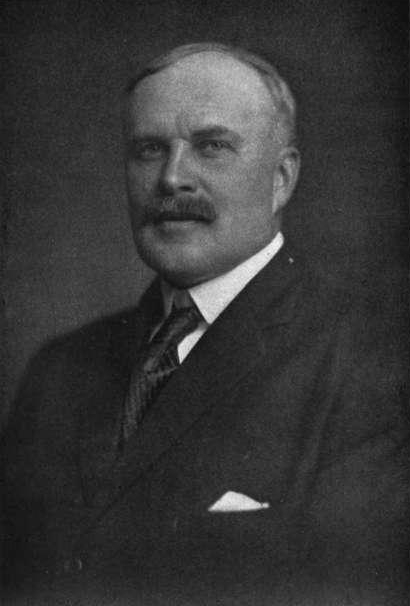
وليام روبن جورج

جورج جونيور ريبابليك هي مؤسسة مخصصة للبنين فقط في جروف سيتي، بنسلفانيا. وهي واحدة من أكبر مرافق العلاج السكنية الخاصة غير الربحية في البلاد.[بحاجة لمصدر أفضل] جورج جونيور ريبابليك يضم ويعلم ويقدم خدمات علاجية للأولاد الذين تتراوح أعمارهم بين 8 و18 عامًا من خلفيات مختلفة والبالغين الذين لديهم تشخيصات مؤهلة. تستخدم جورج جونيور ريبابليك نموذج علاج الأطفال والتجارب السكنية (CARE) وتقدم الاختبارات النفسية والتقييم النفسي والتعليم والتدريب المهني والترفيه والألعاب الرياضية للشباب والبالغين المؤهلين. كما يتم توفير برامج الاحتياجات الخاصة ومناطق تشخيص/علاج المخدرات والكحول. تتميز المؤسسة بوجود العديد من البيوت الريفية التي تؤوي الأولاد. جميع المنازل حديثة وتعطي الحرم الجامعي مظهرًا لتنمية الإسكان من الطبقة العليا.

## التأسيس
تأسست جمهورية جورج جونيور في جروف سيتي على يد رجل الخير الأمريكي ويليام روبن جورج في عام 1909. تأسست جمهورية جورج جونيور الأصلية في فريفيل، نيويورك في عام 1895 كمستعمرة تتمتع بالحكم الذاتي وتتطلب الدفع مقابل كل ما تتلقاه. كانت جمهورية جورج جونيور تُدار كقرية صغيرة، حيث كان السكان منخرطين في مشاريع ذاتية الدعم، ويديرون قوانينهم الخاصة. في عام 1910، اضطر جورج إلى قطع علاقاته بجمهورية فريفيل جونيور، والانتقال إلى مكان آخر بعد ظهور مزاعم بسوء سلوكه فيما يتعلق بمعاملته للمواطنات. بعد ترك الإشراف المباشر على جمهورية فريفيل، أصبح جورج مديرًا للجمعية الوطنية للجمهوريات الناشئة. في عام 1914 اتُهم بسوء السلوك في قضية تتعلق بالتحرش بثلاث فتيات في فريفيل. وقد أدان القضاة بشدة نظريته الأبوية التي سمحت له بمعاملة النساء ومواطني الجمهورية دون مراعاة لقواعد وعادات الحياة العامة والمجتمع المتحضر.

## وصف موجز لحياة صبي معتقل في سجن جيه جي آر في أواخر عام 1949-1951
في أواخر الأربعينيات وحتى عام 1951، كانت أكواخ GJR تحت إشراف فرق من الزوج والزوجة، وكان الجميع يشيرون إليهم باسم آباء الكوخ ويطلقون عليهم اسم العمة والعم. ربما كانت جمهورية الصين الشعبية مكتفية ذاتيا بنسبة 85%. كان هناك مصنع للألبان، ومتجر خياطة، ومتجر حلاقة، ومتجر حدادة، وحدائق تزرع معظم الفاكهة والخضروات للمؤسسة. خلال هذه الفترة كان هناك 3-4 أكواخ كبيرة تأوي ما بين 90 إلى 120 فتى. يتكون السكن من 3-4 طوابق. عادة ما كان الطابق السفلي هو المكان الذي يبقى فيه الأولاد عندما لا يكونون خارج العمل. كما يوفر الطابق السفلي أيضًا حمامات وخزائن فردية لكل صبي. كان الطابق الرئيسي يتكون في المقام الأول من المطبخ وغرفة الطعام. كما تم توفير غرفة تلفزيون صغيرة للأولاد المؤهلين للحصول على امتيازات التلفزيون. كان العم ميلتي هو العرض الأكثر شعبية في ذلك الوقت. يتكون الطابق الثالث من غرفة نوم لوالدي المنزل الريفي والعديد من غرف النوم الصغيرة الفردية، كل منها تضم أربعة أولاد مميزين بشكل خاص. وكان الطابق العلوي مفتوحا تماما، مثل الثكنات العسكرية. كانت الأسرة المعدنية بطابقين من الحرب العالمية الثانية مكدسة فوق بعضها البعض على كامل الطابق.
كان الروتين اليومي الطبيعي هو الاستيقاظ في الساعة 6:30 في الصباح، أذهب إلى الطابق السفلي للاعتناء بالنظافة الشخصية، ثم أتناول وجبة الإفطار وأتوجه إلى العمل أو المدرسة. تم إرسال معظم الأولاد المؤهلين إلى المدرسة الثانوية المحلية في جروف سيتي. عندما عادوا من المدرسة، ذهبوا إلى منطقة العمل التي تم تعيينهم فيها. بعد العشاء كان وقت الدراسة لأولئك الذين حضروا المدرسة. وكان صباح يوم السبت أيضًا فترة عمل، ولكن عادةً ما كانت فترة ما بعد الظهر يوم السبت مخصصة لمشاهدة فيلم في صالة الألعاب الرياضية. كان يوم الأحد هو يوم الزوار حيث يمكن لأفراد الأسرة الحضور وقضاء فترة ما بعد الظهر بأكملها.

## قراءة إضافية
- الشاب المجرم؛ دراسة في انحراف الأحداث وأسبابه وعلاجه، بقلم الدكتور توماس ترافيس.
- العلاج الوقائي للأطفال المهملين بقلم هاستينجز هورنيل هارت - الفصل الرابع يتحدث عن جمهورية جورج جونيور.
- أوراق عائلة جورج (وليام ر.)، 1750-1989.
- كيتشيلت، فلورنس ليديارد كروس، أوراق، 1896-1954. - رسائل من سوزان ديكسويل ميلر (السيدة جيريت سميث ميلر) بشأن عمل السيدة كروس في منزل الاستيطان للنساء في بروكلين؛ رسائل وملاحظات وذكريات تتعلق ببدايات جمهورية جورج جونيور في فريفيل، نيويورك؛ ورسائل عائلية وعناصر مطبوعة.

## روابط خارجية
- الموقع الرسمي